# Technomyrmex pilipes
Technomyrmex pilipes är en myrart som beskrevs av Carlo Emery 1899. Technomyrmex pilipes ingår i släktet Technomyrmex och familjen myror. Inga underarter finns listade i Catalogue of Life.